# Arcidiocesi di Bamberga

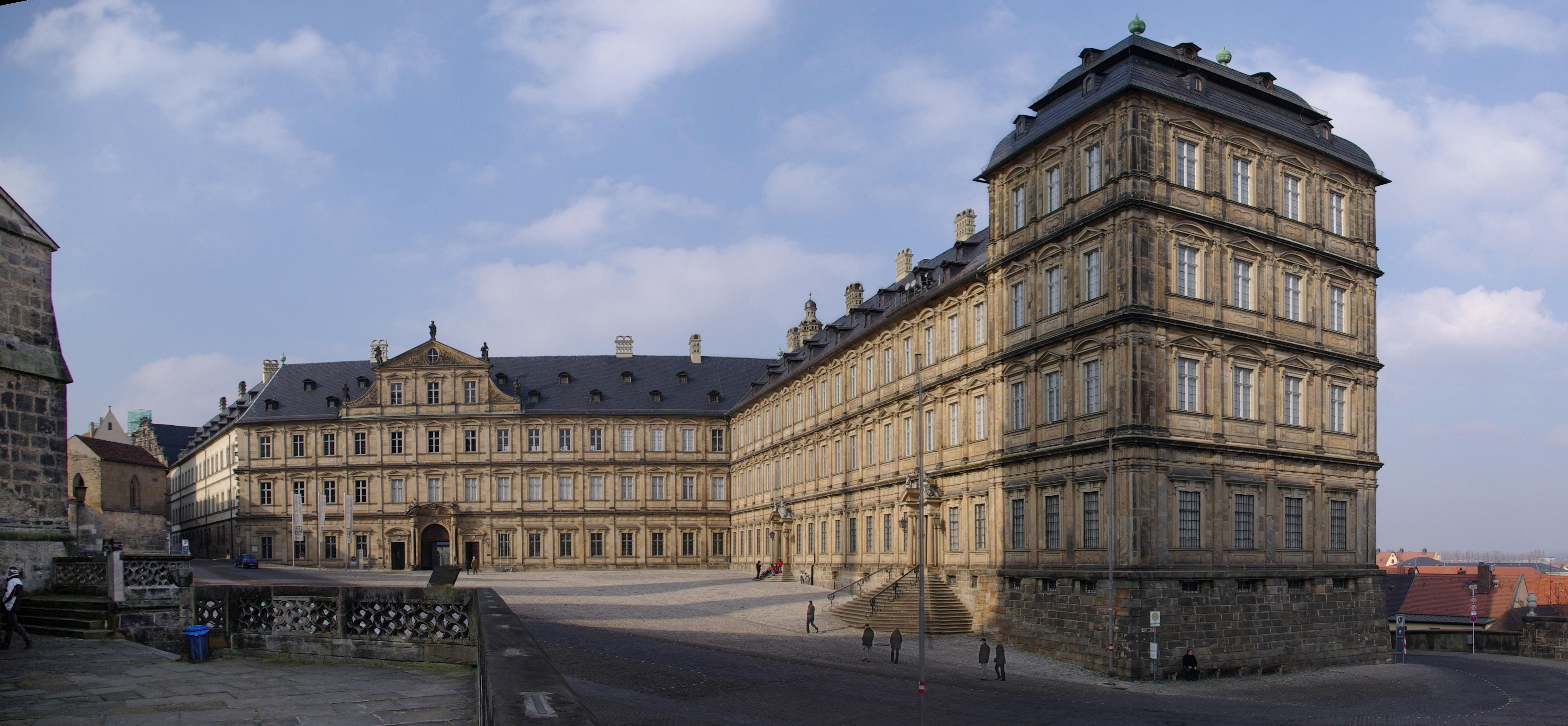
La residenza dei principi vescovi di Bamberga, iniziata dal vescovo Johann Philipp von Gebsattel nel 1602 e portata a termine nello stato attuale da Franz Lothar von Schönborn nel 1703.

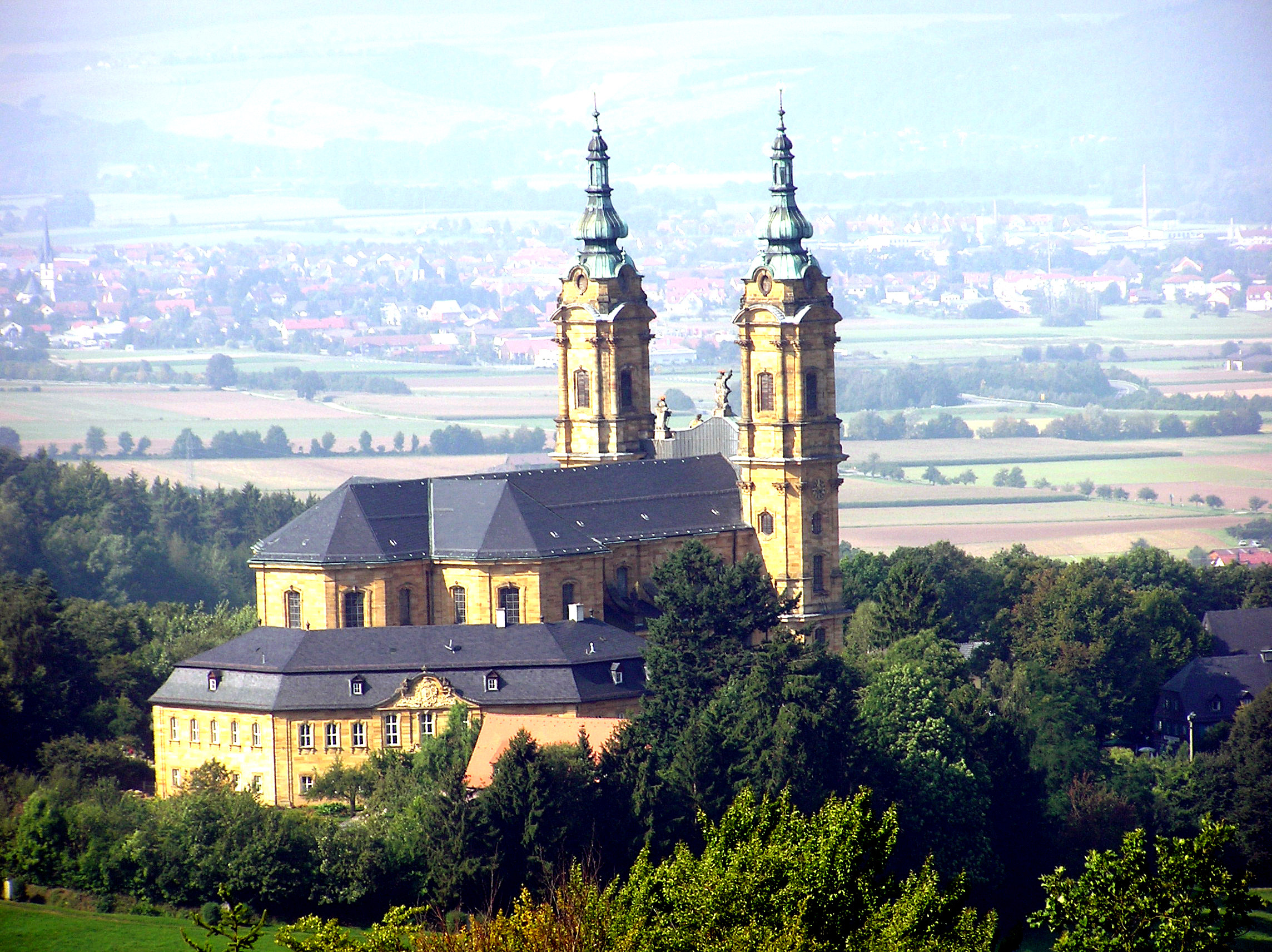
Il Santuario dei Quattordici Santi (Basilika Vierzehnheiligen), meta di pellegrinaggio dell'arcidiocesi.

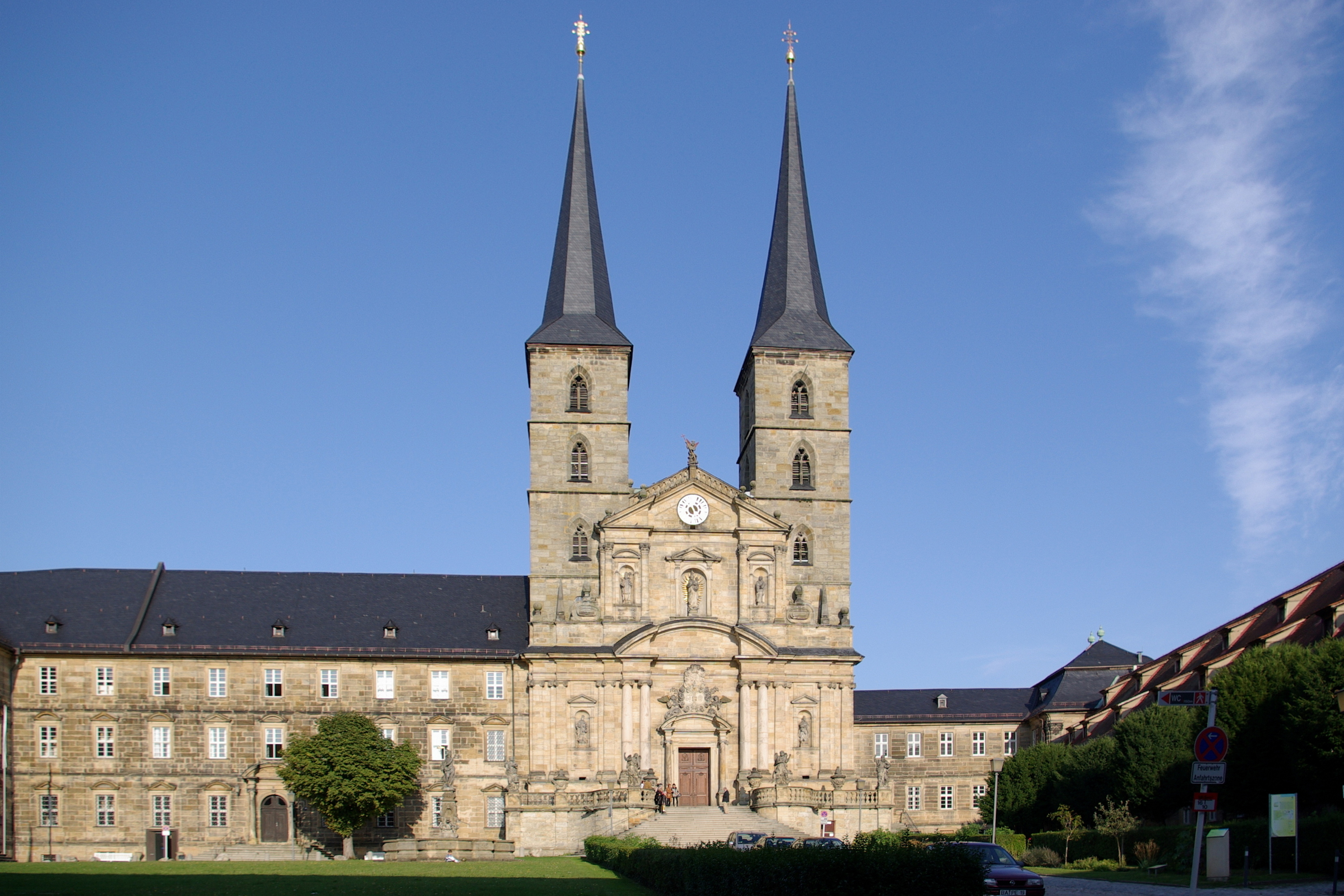
L'abbazia benedettina di Michelsberg a Bamberga, fondata nel 1015 dal vescovo Eberhard.

L'abbazia benedettina di Michelfeld ad Auerbach fondata nel 1119 dal vescovo Otto von Mistelbach.

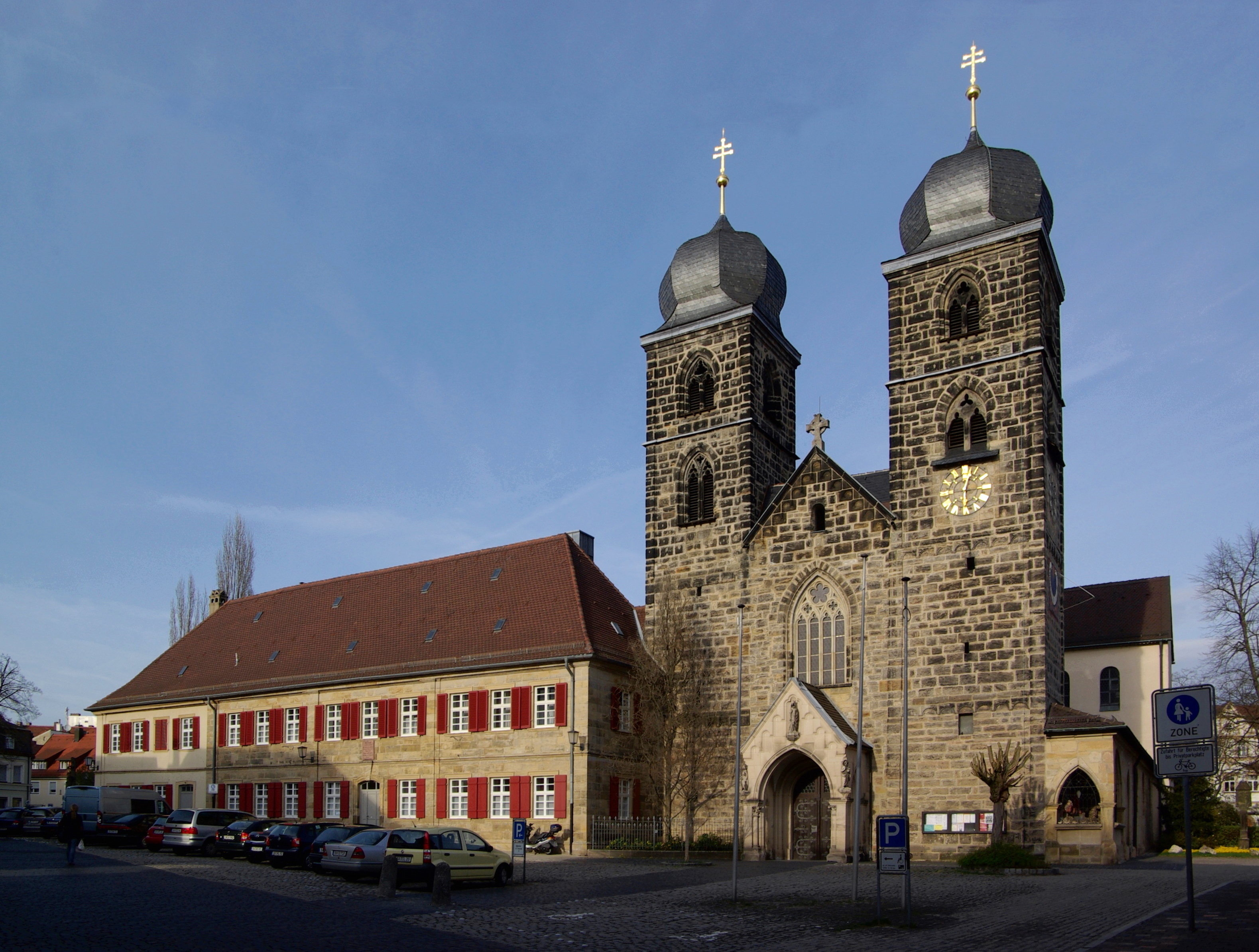
La collegiata Sankt Gangolf di Bamberga (XI secolo).

L'arcidiocesi di Bamberga (in latino Archidioecesis Bambergensis) è una sede metropolitana della Chiesa cattolica in Germania. Nel 2022 contava 644.200 battezzati su 2.116.121 abitanti. È retta dall'arcivescovo Herwig Gössl.

## Territorio
L'arcidiocesi si estende nella parte settentrionale della Baviera in Germania, e comprende porzioni dell'Alta Franconia e della Media Franconia, nonché le località di Iphofen nella Bassa Franconia e di Auerbach nell'Alto Palatinato.
Sede arcivescovile è la città di Bamberga, dove si trova la cattedrale dei Santi Pietro e Giorgio. Oltre alla cattedrale, in diocesi sorgono altre tre basiliche minori: la basilica della Santissima Trinità a Gößweinstein, la basilica della Visitazione a Marktleugast, la basilica santuario dei Quattordici Santi a Bad Staffelstein. A Bamberga si trovano anche tre chiese patrimonio dell'umanità: la chiesa di San Gengolfo, la chiesa di San Giacomo e la chiesa abbaziale di San Michele.
Il territorio si estende su 10.122 km² ed è suddiviso in 6 regioni, 21 decanati e 96 zone pastorali, per un totale di 306 parrocchie.

### Provincia ecclesiastica
La provincia ecclesiastica di Bamberga, istituita nel 1818, comprende 3 suffraganee:
- diocesi di Eichstätt;
- diocesi di Spira;
- diocesi di Würzburg.

## Storia
Per sconfiggere definitivamente i culti pagani e stabilire il cristianesimo tra gli Slavi, l'imperatore Enrico II, con il permesso del papa (giugno 1007), eresse la diocesi di Bamberga durante il sinodo svoltosi a Francoforte sul Meno il 1º novembre 1007, ricavandone il territorio dalle diocesi di Eichstätt e di Würzburg.
Per assicurarne lo sviluppo economico e la sua difesa militare, Enrico II dotò la nuova diocesi di molti beni demaniali e statali, creando i presupposti per la fondazione del principato vescovile di Bamberga: il 6 maggio 1007 donò ai vescovi la proprietà sulla città vescovile e sui suoi dintorni; il 1º novembre i diritti su altre 25 proprietà ed in seguito, fino alla sua morte, accordò alla diocesi altre 63 proprietà disseminate nella Baviera, nella Franconia, nel Württemberg, in Turingia, in Sassonia e fino in Carinzia. Tutte queste proprietà godevano del privilegio dell'immediatezza imperiale e furono confermate dagli imperatori successivi nel 1034, nel 1068 e ancora nel 1103.
Inizialmente la diocesi apparteneva alla provincia ecclesiastica dell'arcidiocesi di Magonza, ma ben presto, di certo già nel XIII secolo, divenne immediatamente soggetta alla Santa Sede. Questa peculiarità permise ai vescovi di Bamberga di ricevere il pallio dai papi, di essere investiti direttamente dagli imperatori e di occupare il primo posto dopo gli arcivescovi nelle diete imperiali; fino al 1075 erano gli arcivescovi di Magonza a consacrare i nuovi vescovi di Bamberga, ma in seguito furono per lo più i papi a conferire l'ordine sacro ai nuovi eletti.
La riforma luterana ridusse di molto l'importanza della diocesi per il passaggio alla nuova confessione religiosa di molte parrocchie; delle oltre 500, le restarono solo circa 150, comprese le succursali. La controriforma nella diocesi fu tardiva e poche furono le parrocchie recuperate al protestantesimo: per esempio, a Bayreuth il culto cattolico fu permesso solo nel 1712. Tuttavia, diversamente da quanto avveniva in altre parti dell'Impero, la diocesi di Bamberga visse un fecondo risveglio cattolico proprio nell'epoca più critica della riforma protestante; per esempio, cosa inusuale nell'Impero, ogni parrocchia cattolica organizzò sinodi annuali, che divennero poi triennali, fino alla metà circa del XVIII secolo. Il vescovo Ernst von Mengersdorf fondò il primo seminario diocesano nel 1586 ed introdusse in diocesi il calendario gregoriano.
Nel corso del XVII e XVIII secolo, la diocesi fu unita per sei volte in persona episcopi alla diocesi di Würzburg; dal punto di vista politico questo comportò l'unione personale dei due principati ecclesiastici.
Il principato ecclesiastico di Bamberga, in seguito alla secolarizzazione sancita con il Reichsdeputationshauptschluss del 1803, venne soppresso ed inglobato nel regno di Baviera. Alla morte del vescovo Georg Karl von Fechenbach nel 1808, la diocesi rimase vacante e governata dal vicario generale.
Il concordato fra Santa Sede e regno di Baviera del 1817 definì i nuovi confini delle diocesi bavaresi, sanciti dalla bolla Dei ac Domini Nostri di papa Pio VII del 1º aprile 1818. Le nuove disposizioni papali garantivano a Bamberga un aumento territoriale, con 41 parrocchie cedute dalla diocesi di Würzburg; contestualmente, divenne sede metropolitana, con le odierne tre diocesi suffraganee, ossia Eichstätt, Spira e la stessa Würzburg.
In seguito l'arcidiocesi subì ulteriori modifiche territoriali: nel 1826 con l'acquisizione da Würzburg di Coburgo e della sua regione; nel 1913 con l'acquisizione da Eichstätt di alcune parrocchie a sud del fiume Pegnitz.
Tra i vescovi dell'Ottocento merita una menzione Michael von Deinlein, che prese parte al concilio Vaticano I e si rifiutò inizialmente di sottoscrivere la Pastor Aeternus, che definì il dogma dell'infallibilità papale; a lui si deve la costruzione di un seminario minore, l'istituzione dei ritiri per il clero e l'introduzione in diocesi delle confraternite e delle missioni popolari.

## Cronotassi dei vescovi
Si omettono i periodi di sede vacante non superiori ai 2 anni o non storicamente accertati.
- Eberardo † (1º novembre 1007 - 13 agosto 1040 deceduto)
- Suidgero von Morsleben † (8 settembre 1040 - 25 dicembre 1046 eletto papa con il nome di Clemente II)
- Hartwig von Bogen † (25 dicembre 1047 - 6 novembre 1053 deceduto)
- Adalberto di Carinzia † (25 dicembre 1053 - 14 febbraio 1057 deceduto)
- Gunther † (30 marzo 1057 consacrato - 23 luglio 1065 deceduto)
- Hermann von Formbach † (agosto 1065 - 20 aprile 1075 deposto)
- Rupprecht † (30 novembre 1075 - 11 giugno 1102 deceduto)
- Otto von Mistelbach † (25 dicembre 1102 - 30 giugno 1139 deceduto)
- Egilbert † (20 ottobre 1139 - 29 maggio 1146 deceduto)
- Eberhard von Otelingen † (1146 - 15 luglio 1172 deceduto)
- Hermann von Aurach † (1172 - 12 giugno 1177 deceduto)
- Otto von Andechs † (agosto 1177 - 2 maggio 1196 deceduto)
- Thimo von Lyskirch † (giugno 1196 - 16 ottobre 1202 deceduto)
- Konrad von Ergersheim † (1202 - 19 febbraio 1203 deceduto)
- Eckbert von Andechs † (22 dicembre 1203 - 5 giugno 1237 deceduto)
- Siegfried von Öttingen † (1237 - 19 novembre 1238 deceduto)
- Poppo von Andechs † (1238 - giugno 1242 deposto)
- Heinrich von Bilversheim, O.F.M. † (2 ottobre 1245[3] - 17 settembre 1257 deceduto)
- Berthold von Leiningen † (11 gennaio 1259 - 17 maggio 1285 deceduto)
  - Mangold von Neuenburg † (1285/1286 dimesso) (vescovo eletto)[4]
- Arnold von Solms † (15 maggio 1286 - 19 luglio 1296 deceduto)
- Leopold von Grundlach † (21 marzo 1297 - 22 agosto 1303 deceduto)
- Wulfing von Stubenberg, O.P. † (31 gennaio 1304 - 14 marzo 1319 deceduto)
- Johannes Wulfing von Guttingen † (16 giugno 1322 - 23 dicembre 1323 nominato vescovo di Frisinga)
- Heinrich von Sternberg, O.P. † (4 luglio 1324 - 1º aprile 1328 deceduto)
- Johannes † (26 aprile 1328 - aprile 1329 deceduto)
- Werntho Schenk von Reicheneck † (8 maggio 1329 - 8 aprile 1335 deceduto)
- Leopold von Egloffstein † (24 aprile 1336 - 27 giugno 1343 deceduto)
- Marquardo di Randeck (1343-1344)
- Friedrich von Hohenlohe † (20 ottobre 1344 - 26 dicembre 1352 deceduto)
- Leopoldo di Bebenburg † (15 aprile 1353 - 22 ottobre 1363 deceduto)
- Friedrich von Truhendingen † (10 gennaio 1364 - 19 maggio 1366 deceduto)
- Ludwig di Meißen † (5 giugno 1366 - 28 aprile 1374 nominato arcivescovo di Magonza)
- Lamprecht von Brunn † (28 aprile 1374 - 13 gennaio 1399 dimesso)
- Albrecht von Wertheim † (14 marzo 1399 - 19 maggio 1421 deceduto)
- Friedrich von Aufsess † (21 settembre 1421 - dopo il 10 settembre 1431 dimesso)
- Anton von Rotenhan † (9 novembre 1431 - 5 maggio 1459 deceduto)
- Georg von Schaumberg † (13 luglio 1459 - 4 febbraio 1475 deceduto)
- Philipp von Henneberg † (12 aprile 1475 - 26 gennaio 1487 deceduto)
- Heinrich Gross von Trockau † (28 marzo 1487 - 27 marzo 1501 deceduto)
- Veit Truchsess von Pommersfelden † (7 maggio 1501 - 7 settembre 1503 deceduto)
- Georg Marschalk von Ebneth † (11 dicembre 1503 - 30 gennaio 1505 deceduto)
- Georg Schenk von Limpurg † (18 aprile 1505 - 31 maggio 1522 deceduto)
- Weigand von Redwitz † (7 gennaio 1523 - 20 maggio 1556 deceduto)
- Georg von Rugheim † (20 maggio 1556 succeduto - 22 marzo 1561 deceduto)
- Veit von Würzburg † (19 novembre 1561 - 8 luglio 1577 deceduto)
- Johann Georg Zobel von Giebelstadt † (29 gennaio 1578 - 7 settembre 1580 deceduto)
- Martin von Eyb † (15 marzo 1581 - 26 agosto 1583 dimesso)
- Ernst von Mengersdorf † (21 novembre 1583 - 21 ottobre 1591 deceduto)
- Neidhart von Thungen † (21 giugno 1593 - 26 dicembre 1598 deceduto)
- Johann Philipp von Gebsattel † (19 luglio 1599 - 26 giugno 1609 deceduto)
- Johann Gottfried von Aschausen † (4 novembre 1609 - 29 dicembre 1622)[5]
- Johann Georg Fuchs von Dornheim † (17 febbraio 1624 - 29 marzo 1633 deceduto)
- Franz von Hatzfeld † (31 ottobre 1633 - 30 luglio 1642 deceduto)[6]
- Melchior Otto Voit von Salzburg † (7 maggio 1643 - 4 gennaio 1653 deceduto)
- Philipp Valentin Albrecht von Voit von Rieneck † (14 gennaio 1658 - 3 febbraio 1672 deceduto)
- Peter Philipp von Dernbach † (28 gennaio 1675 - 24 aprile 1683 deceduto)[7]
- Marquardo Sebastiano Schenk von Stauffenberg † (12 agosto 1686 - 9 ottobre 1693 deceduto)
- Franz Lothar von Schönborn † (4 gennaio 1694 - 30 gennaio 1729 deceduto)
- Friedrich Karl von Schönborn † (30 gennaio 1729 succeduto - 3 agosto 1729 nominato vescovo di Würzburg)
  - Friedrich Karl von Schönborn † (3 agosto 1729 - 25 luglio 1746 deceduto) (amministratore apostolico)
- Johann Philipp Anton von Franckenstein † (19 dicembre 1746 - 3 giugno 1753 deceduto)
- Franz Konrad von Stadion und Thannhausen † (26 settembre 1753 - 6 marzo 1757 deceduto)
- Adam Friedrich von Seinsheim † (23 maggio 1757 - 18 febbraio 1779 deceduto)[8]
- Franz Ludwig von Erthal † (12 luglio 1779 - 14 febbraio 1795 deceduto)[9]
- Christoph Franz von Buseck † (1º giugno 1795 - 28 settembre 1805 deceduto)
- Georg Karl Ignaz von Fechenbach zu Laudenbach † (28 settembre 1805 succeduto - 9 aprile 1808 deceduto)
  - Sede vacante (1808-1818)
- Joseph von Stubenberg † (6 aprile 1818 - 29 gennaio 1824 deceduto)
- Joseph Maria Johann Nepomuk von Fraunberg † (24 maggio 1824 - 17 gennaio 1842 deceduto)
- Bonifaz Kaspar von Urban † (23 maggio 1842 - 9 gennaio 1858 deceduto)
- Michael von Deinlein † (27 settembre 1858 - 4 gennaio 1875 deceduto)
- Friedrich von Schreiber † (5 luglio 1875 - 23 maggio 1890 deceduto)
- Joseph von Schork † (6 marzo 1891 - 25 gennaio 1905 deceduto)
- Friedrich Philipp von Abert † (27 marzo 1905 - 23 aprile 1912 deceduto)
- Johann Jakob von Hauck † (18 giugno 1912 - 23 gennaio 1943 deceduto)
- Joseph Otto Kolb † (26 gennaio 1943 - 29 marzo 1955 deceduto)
- Josef Schneider † (16 maggio 1955 - 30 luglio 1976 dimesso)
- Elmar Maria Kredel † (27 maggio 1977 - 31 marzo 1994 dimesso)
- Karl Heinrich Braun (25 marzo 1995 - 2 luglio 2001 dimesso)
- Ludwig Schick (28 giugno 2002 - 1º novembre 2022 dimesso)
- Herwig Gössl, dal 9 dicembre 2023[10]

## Statistiche
L'arcidiocesi nel 2022 su una popolazione di 2.116.121 persone contava 644.200 battezzati, corrispondenti al 30,4% del totale.
| anno | popolazione | popolazione | popolazione | presbiteri | presbiteri | presbiteri | presbiteri                | diaconi | religiosi | religiosi | parrocchie |
| anno | battezzati  | totale      | %           | numero     | secolari   | regolari   | battezzati per presbitero | diaconi | uomini    | donne     | parrocchie |
| ---- | ----------- | ----------- | ----------- | ---------- | ---------- | ---------- | ------------------------- | ------- | --------- | --------- | ---------- |
| 1950 | 730.261     | 1.897.498   | 38,5        | 801        | 654        | 147        | 911                       |         | 147       | 1.718     | 285        |
| 1959 | 787.444     | 1.969.941   | 40,0        | 695        | 560        | 135        | 1.133                     |         | 255       | 2.065     | 257        |
| 1970 | 843.959     | 2.092.539   | 40,3        | 775        | 611        | 164        | 1.088                     | 2       | 287       | 1.940     | 347        |
| 1980 | 860.131     | 2.131.775   | 40,3        | 488        | 488        |            | 1.762                     | 6       | 97        | 1.420     | 298        |
| 1990 | 820.000     | 2.000.000   | 41,0        | 585        | 475        | 110        | 1.401                     | 14      | 192       | 1.170     | 354        |
| 1999 | 784.102     | 1.876.169   | 41,8        | 523        | 411        | 112        | 1.499                     | 33      | 152       | 917       | 308        |
| 2000 | 779.962     | 1.876.102   | 41,6        | 557        | 440        | 117        | 1.400                     | 33      | 160       | 917       | 309        |
| 2001 | 778.874     | 1.876.102   | 41,5        | 530        | 413        | 117        | 1.469                     | 3       | 238       | 917       | 309        |
| 2002 | 769.627     | 1.876.102   | 41,0        | 526        | 414        | 112        | 1.463                     | 45      | 231       | 853       | 309        |
| 2003 | 763.686     | 1.876.102   | 40,7        | 543        | 404        | 139        | 1.406                     | 44      | 262       | 757       | 309        |
| 2004 | 757.818     | 1.953.483   | 38,8        | 500        | 392        | 108        | 1.515                     | 34      | 229       | 757       | 309        |
| 2006 | 750.545     | 1.953.483   | 38,4        | 545        | 382        | 163        | 1.377                     | 33      | 283       | 661       | 309        |
| 2012 | 713.781     | 2.163.801   | 33,0        | 475        | 348        | 127        | 1.502                     | 49      | 246       | 532       | 310        |
| 2015 | 696.247     | 2.118.167   | 32,9        | 449        | 341        | 108        | 1.550                     | 53      | 229       | 632       | 310        |
| 2018 | 677.130     | 2.138.513   | 31,7        | 413        | 321        | 92         | 1.639                     | 51      | 205       | 435       | 309        |
| 2020 | 656.799     | 2.135.372   | 30,8        | 417        | 309        | 108        | 1.575                     | 53      | 227       | 405       | 306        |
| 2022 | 644.200     | 2.116.121   | 30,4        | 393        | 295        | 98         | 1.639                     | 51      | 212       | 389       | 306        |